# Naringinine
La naringinine, naraginine, naringénine ou naringétol (C15H12O5) est un composé organique de la famille des flavanones, un sous-groupe de flavonoïdes. Elle est présente dans certains agrumes, en particulier dans le jus de pamplemousse, dans ce dernier sous la forme d'un néohespéridoside, la naringine.

## Toxicité
Le groupe scientifique de l'EFSA sur les additifs alimentaires et les arômes (FAF) a évalué la sécurité de la naringénine en tant que substance aromatisante (2024). Il a conclu conclu qu'il n'y a aucune préoccupation concernant la génotoxicité, qu'elle est peu susceptible de présenter un risque d'interaction médicamenteuse et que son utilisation comme substance aromatisante ne soulève pas de problème de sécurité. Elle est incluse dans le règlement de l'UE sur les arômes alimentaires (2025).
C'est la naringine qui inhibe du CYP3A4.